# Maurice Loir
Maurice Loir connu également sous le pseudonyme de Marc Landry, né le 16 avril 1852 à Paris où il est mort le 1er décembre 1924, est un officier de marine, journaliste et historien de la marine français. 

## Biographie
Après avoir été élève de l'École navale et avoir fait sa carrière dans la marine, il est devenu lieutenant de vaisseau à bord de la Triomphante en 1882. Il a pris sa retraite en 1896 et a été promu capitaine de frégate de réserve en 1901. Il a écrit des ouvrages portant pour l'essentiel sur la marine de guerre française et a été collaborateur du journal Le Figaro pour les questions maritimes sous son pseudonyme Marc Landry. Il est le fils de Joseph Jean Adrien Loir, professeur à l'École de pharmacie de Strasbourg et de Amélie Laurent dont la sœur Marie épousa Louis Pasteur.  
Il épousa en 1877, à la mairie du 4e arrondissement de Paris, Marguerite Mony, née  14 juillet 1856 à Saint-Omer (62), fille de Alexandre Ferdinand Mony, intendant militaire, chef des services administratifs au Ministère de la Guerre, officier de la Légion d'honneur, et de Louise Estelle Honorine Ferru. Le couple eut deux filles : Madeleine Loir (1881-1911) et Germaine Loir (1882-1951). Ils reposent au cimetière des Batignolles.
Maurice Loir était officier d'Académie, et fut fait officier de la Légion d'honneur par décret du 22 juillet 1905.

## Publications
- L'escadre de l'amiral Courbet : notes et souvenirs, Berger-Levrault, 1886.
- La  Marine française, illustrations de Léon Couturier et Frédéric Montenard, Hachette, 1893.
- Jean Gaspard Vence, corsaire et amiral 1747-1808, L. Baudoin, 1894.
- Gloires et souvenirs maritimes, ill. d'Alfred Paris, Administration de L'Univers illustré, 1895. / rééd. Hachette , 4e édition (1905)
- Le combat naval de Fou-Tchéou, Bibliothèque de Souvenirs et récits militaires no 32, novembre 1896.
- La Marine à Madagascar, Paris 1897
- Tombouctou et l'avenir du Soudan, Paris 1897
- Journal de guerre d'un aspirant de marine : Batailles navales de l'avenir, La Science illustrée, 1897.
- « La livraison de Toulon aux Anglais », Revue maritime et coloniale, février-mars 1897.
- Au Drapeau ! , illustré par H. Raymond d'après des aquarelles de Julien Le Blant et Adolphe Giraldon, Hachette, 1897.
- La Marine royale en 1789, A. Colin, 1900.
- La marine et le progrès, les luttes de l'avenir par la science, par les millions, en collaboration avec G. de Cacqueray, Hachette, 1901.
- Études d'histoire militaire. Révolution, Empire, Restauration, Berger-Levrault, 1901.
- Les Armements maritimes en Europe, Berger-Levrault.